# Primärdirektivet
Primärdirektivet engelska: Prime Directive är ett begrepp i Star Trek-franchisen. Det är det grundläggande primärdirektivet i Förenade planeters federation som föreskriver att man inte skall  störa den inre utvecklingen i utomjordiska civilisationer. Denna konceptuella rätten gäller särskilt civilisationer som ligger under en viss teknisk (överljushastighet), vetenskaplig och kulturell utveckling.  Primärdirektivet skall förhindra att rymdskeppsbesättningen från att använda sin överlägsna teknik för att införa sina egna värderingar eller ideal på outvecklade isolerade civilisationer. Begreppet har även överförts till annan science fiction. 
Inom ufologin ses det som en möjlig förklaring till Fermis paradox, det vill säga att utomjordingar som besöker jorden medvetet valt att inte ge sig tillkänna, av någon för oss okänd anledning. 
Resonemanget kan också tillämpas på tidsresor, där en tidsresenär avstår från att ge sig tillkänna eller på annat sätt påverka det förflutna (och indirekt påverka utfallet för framtida händelser).